# 埃韦利纳·汉斯卡
埃韦利纳·汉斯卡（法語：Ewelina Hańska，娘家姓热武斯卡，1805年1月6日—1882年4月11日）是一位波兰贵妇，以与法国小说家巴尔扎克的婚姻知名。

## 生平
出生在沃里尼亚（现乌克兰境内）的维日霍夫尼亚庄园。，十几岁时就与地主瓦茨瓦夫·汉斯基结婚。汉斯基比她大差不多20岁，患有抑郁症。他们有五个孩子，但除了女儿安娜外都夭折了。
在19世纪20年代后期，汉斯卡开始读巴尔扎克的小说，并在1832年，她给他发了一封匿名信。这开启了一段长达数十年的感情。在1832年，他们在瑞士第一次会面。随后，他开始写小说《塞拉菲达》，其中包括一个以汉斯卡为原型创作的角色。
1841年她丈夫去世后，一系列复杂的情况妨碍汉斯卡嫁给巴尔扎克。主要的原因是庄园和她女儿安娜的继承权，一旦她和巴尔扎克结婚则二者都可能受到威胁。安娜嫁给了一个波兰伯爵，缓解一些压力。大约在同一时间，汉斯卡给巴尔扎克1844年的小说《谦逊的密尼永》提供了灵感。在1850年，他们结了婚，并搬到了巴黎，但他5个月就去世了。虽然她从来没有再婚，她又找了几任情人，并于1882年去世。